# Hardyville
Hardyville – jednostka osadnicza w Stanach Zjednoczonych, w stanie Kentucky, w hrabstwie Hart.